# Allen Montgomery Lewis
Allen Montgomery Lewis (ur. 26 października 1909, zm. 18 lutego 1993) – polityk Saint Lucia. Pierwszy gubernator generalny tego kraju od 22 lutego 1979 do 19 lipca 1980 oraz od 13 grudnia 1982 do 30 kwietnia 1987. Od 1974 do 22 lutego 1979 gubernator kolonii Saint Lucia.